# Institut français des Émirats arabes unis
L'Institut français des Émirats Arabes Unis fait partie du réseau mondial des instituts français. L'antenne unique est située à Abou Dabi, la capitale du pays.

## Historique
L’Institut français à Abou Dabi a été créé en 2010, dans le cadre d’une réforme mondiale du réseau culturel et de coopération du Ministère français des Affaires étrangères et européennes initiée par la loi du 27 juillet 2010, en remplacement des activités culturelles françaises qui étaient jusque-là réunies au sein de l'association Culturesfrance.
Cette réorganisation a apporté une meilleure unité et une plus grande simplicité de gestion. Les services de coopération universitaire, éducative, linguistique et culturelle de l’Ambassade de France ont ainsi fusionné pour devenir l’Institut français. Ils entretiennent des liens étroits avec le Consulat général ainsi que le bureau de l'Alliance française du pays, les autorités nationales et locales et d'autres institutions francophones comme l'Université Paris-Sorbonne Abou Dabi.

## Rôle éducatif
Le but premier de l'Institut est de proposer des cours, formations et examens de français à un public aussi large que possible. Cependant, l'IF Abou Dabi propose principalement des activités culturelles autour de la langue française bien qu'il soit aussi accrédité pour faire passer et délivrer différentes certifications internationales, comme: le DELF, le DALF ou le TCF.
En partie dû aux relations privilégiées entre la France et les Émirats Arabes Unis, l'Institut français joue également un rôle de médiateur entre le monde universitaire français et les futurs étudiants émiratis, notamment en proposant des journées de sensibilisation à la culture et à la langue françaises. Les Émirats sont également membre observateur de l'Organisation internationale de la Francophonie (OIF) depuis 2010, favorisant le partage de valeurs et de directives communes aux pays officiellement francophones ou à minorité francophone.
Depuis l'ouverture du campus de la Sorbonne d'Abou Dabi en 2011, les programmes universitaires comptent environ 35% d'étudiants émiriens, les autres nationalités principales étant représentées par les Français, les Algériens, les Égyptiens, les Marocains, les Jordaniens, les Palestiniens et les Libanais. Les études de licence se font en français, puis majoritairement en anglais en maîtrise.

## Activités culturelles
Le centre culturel de l'institut participe à la scène culturelle locale et internationale, en créant des centaines d'évènements annuels. Ses activités s'opèrent également en ligne, par des projets réguliers d'encouragement à la culture. L'institut dispose d'une salle de conférence convertible en salle de cinéma, d'une galerie d'exposition, d'un club de lecture ainsi que d'un espace pour les plus jeunes
L'IF participe également à des évènements externes, dans le cadre de la promotion de la culture et des échanges entre la France et les Émirats, et développe des partenariats avec d'autres entités culturelles, gouvernementales ou non-gouvernementales. Elle ainsi organisé et accueilli plusieurs foires du livre francophones ainsi que des festivals de cinéma et des conférences des années 2011 à 2016.
En 2012, l'institut renouvelle sa collaboration avec la Dubai Culture & Arts Authority dans le domaine des arts visuels, en présentant notamment des designers et créateurs de romans graphiques francophones à la scène Émiratie. Dans le cadre de cet échange culturel, des artistes émiriens sont, quant à eux, accueillis en résidence à la Cité internationale des arts à Paris avec le soutien de l’Emirates Foundation.

## Informations complémentaires
En plus de la formation linguistique, l'Institut français est un des acteurs de la coopération en matière de formation médicale et archéologique entre la France et les Émirats Arabes Unis.
Une commission bilatérale propose chaque année à 10 étudiants émiriens de suivre l’intégralité de leur spécialisation en France après avoir appris le français. Le choix des spécialisations se fait en fonction des besoins des établissements et des places allouées par les établissements hospitaliers accueillants. Soumis aux mêmes examens durant leur internat, les étudiants du programme obtiennent un diplôme reconnu en France et aux EAU.
L'Institut français permet aussi une meilleure coordination en matière d'archéologie entre les chercheurs des deux pays. C'est en 1977 que les premières fouilles françaises sont effectuées aux Émirats, sous le patronage du Cheikh Zayed. L'archéologue français Serge Cleuziou fonde alors la mission française à Abou Dabi.